# Edestads kyrka
Edestads kyrka är en kyrkobyggnad i Edestad i Lunds stift. Kyrkan tillhör Ronneby församling och är belägen cirka 9 km nordost om Ronneby. Utanför kyrkan finns Blekinges äldsta klockstapel. Klockstapeln har två klockor; den stora göts 1688 och den mindre 1813.

## Kyrkobyggnaden
Kyrkan uppfördes troligen under 1200-talet intill en helig offerkälla och ligger ett par hundra meter från den egentliga byn Edestad intill vägen mellan Ronneby och Johannishus. Kyrkan som uppfördes i gråsten och tegel består av ett långhus och ett kor med rakslutande vägg i öster. Vapenhus och sakristia tillbyggdes under senare delen av medeltiden. Kyrkorummet täcks av ett tunnvalv medan koret är försett med ett platt dekorerat trätak.
Under vintern 2022-2023 höll pastoratet kyrkan stängd på grund av det höga elpriset.

## Inventarier
I kyrkan finns ett triumfkrucifix från 1300-talet och en Madonnabild daterad till slutet av 1400-talet. 
Predikstolen är från 1665, målad 1689 och renoverad 1852. Bänkarna i kyrkan är från 1665. Altaruppsatsen utförd i rokoko 1763, omramar en tavla med korsfästelsemotiv.
En gång i tiden fanns i kyrkan ett antal träskulpturer, bland annat föreställande den norske helgonkungen Olav den helige. Fragment av dessa finns utställda på Båtsmanskasernen Konsthall och Konstmuseum i Karlskrona.

## Orgeln
- 1875 byggdes en orgel av Andreas Åbergh i Hjortsberga och han fick hjälp av sin systerson Gotthilf Magnus Liljeberg. Den orgeln hade 8 stämmor och omändrades 1933 av Mårtenssons orgelfabrik AB i Lund.
- Den nuvarande orgeln är byggd 1950 av Troels Krohn på Frederiksborgs Orgelbyggeri. Orgeln är mekanisk och består av 12 stämmor.

Disposition:
| Huvudverk (I) C-f3 | Svällverk (II) C-f3 | Pedalverk (P) C-f1 | Koppel |
| Principal 8'       | Rörflöjt 8'         | Subbas 16'         | I/P    |
| Gedackt 8'         | Gemshorn 4'         | Kvintadena 4'      | II/P   |
| Oktava 4'          | Waldflöjt 2'        |                    | II/I   |
| Oktava 2'          | Kvinta 1 1⁄3'       |                    |        |
| Mixtur 3-4 chor    | Sesquialtera 2 chor |                    |        |

## Bildgalleri

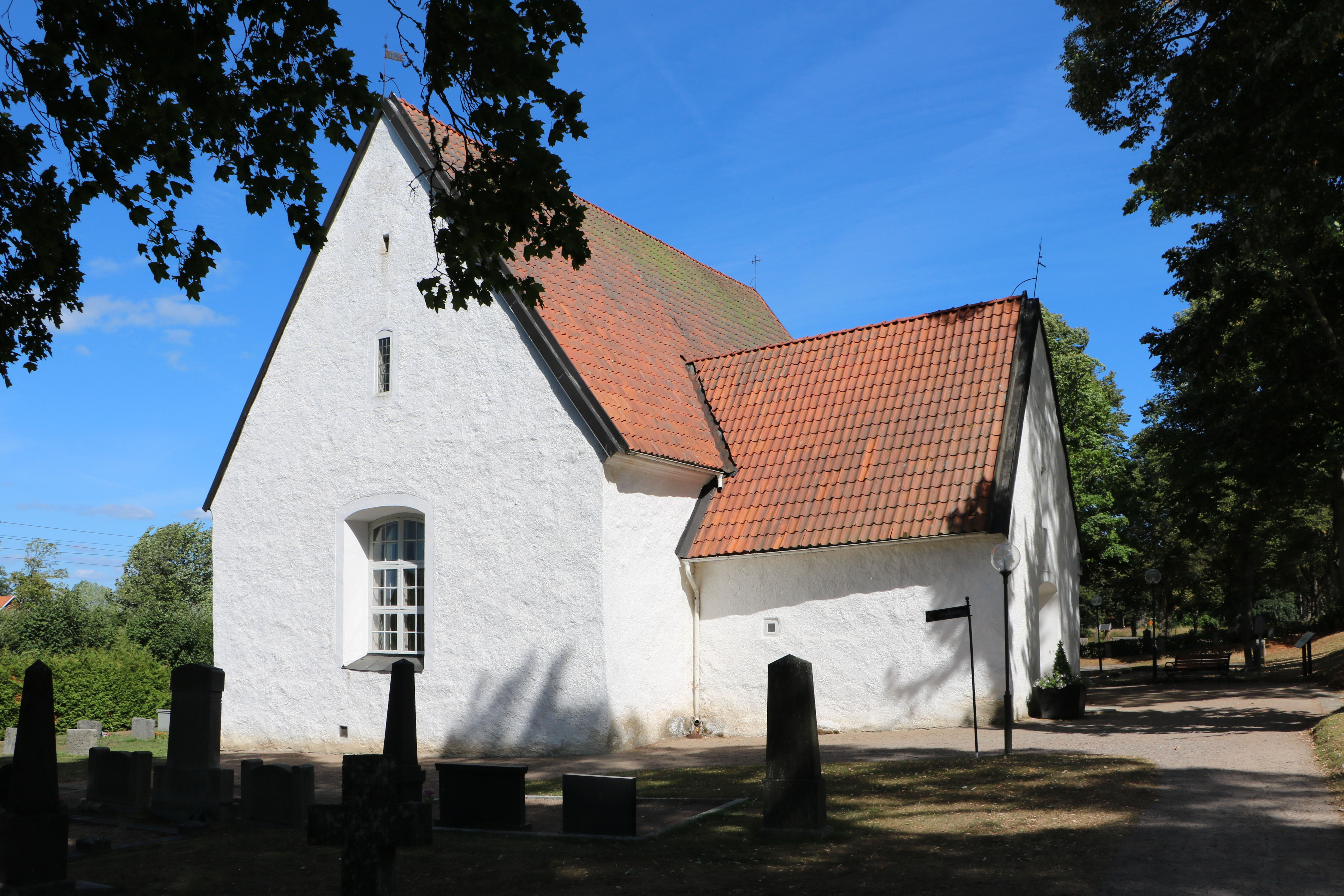
Exteriör från väster
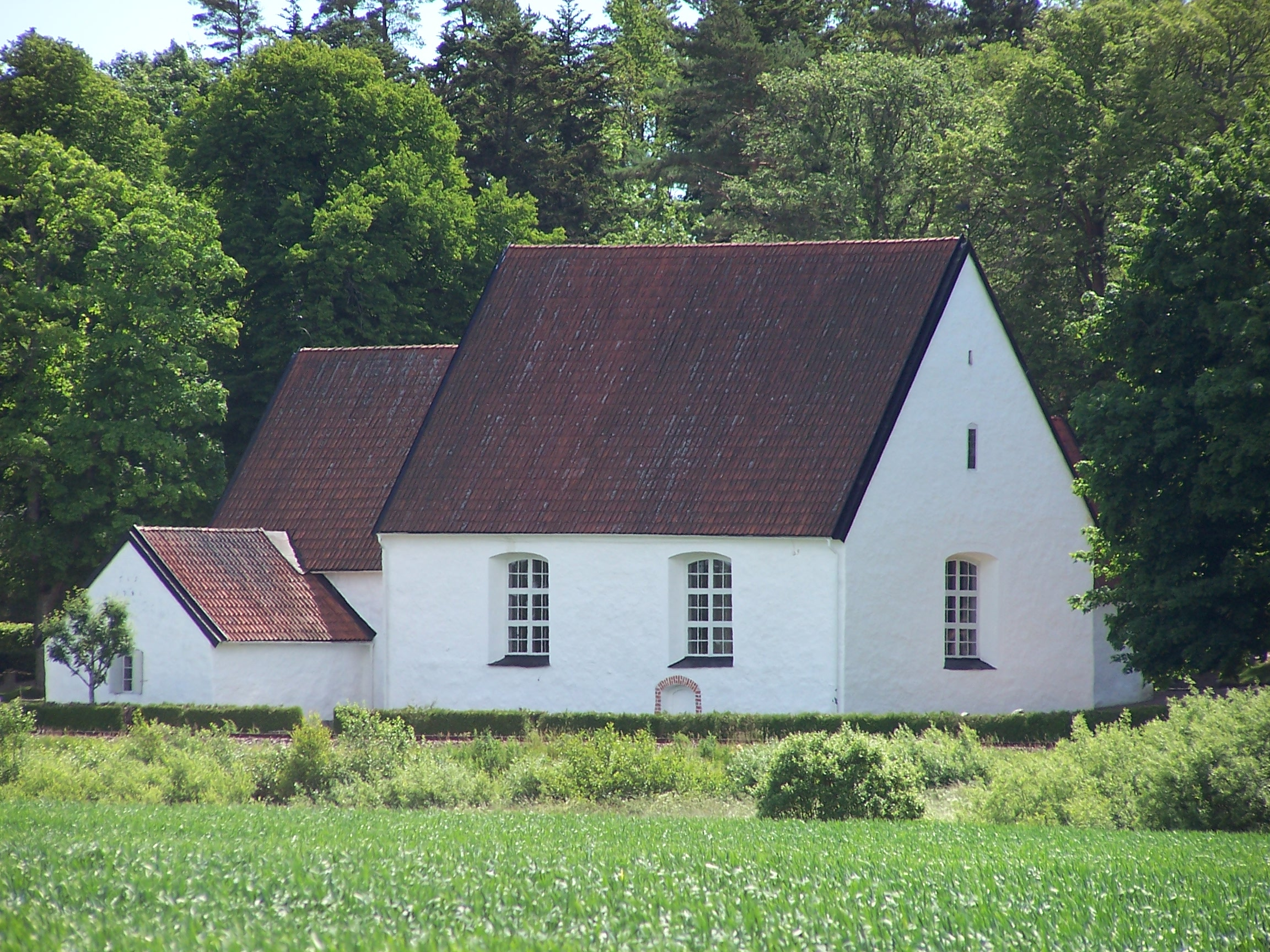
Kyrkan sedd från norr
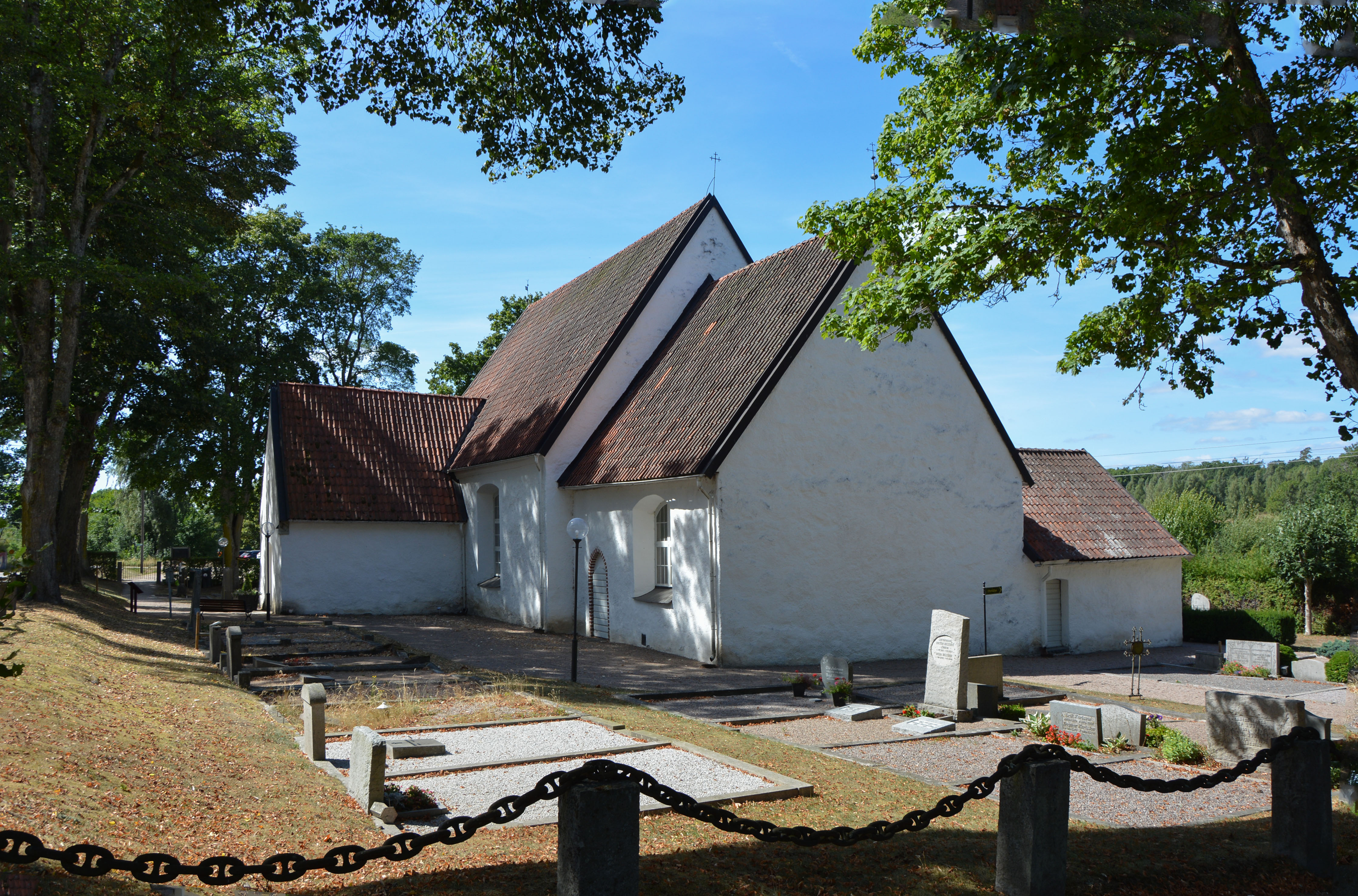
Exteriör från sydöst
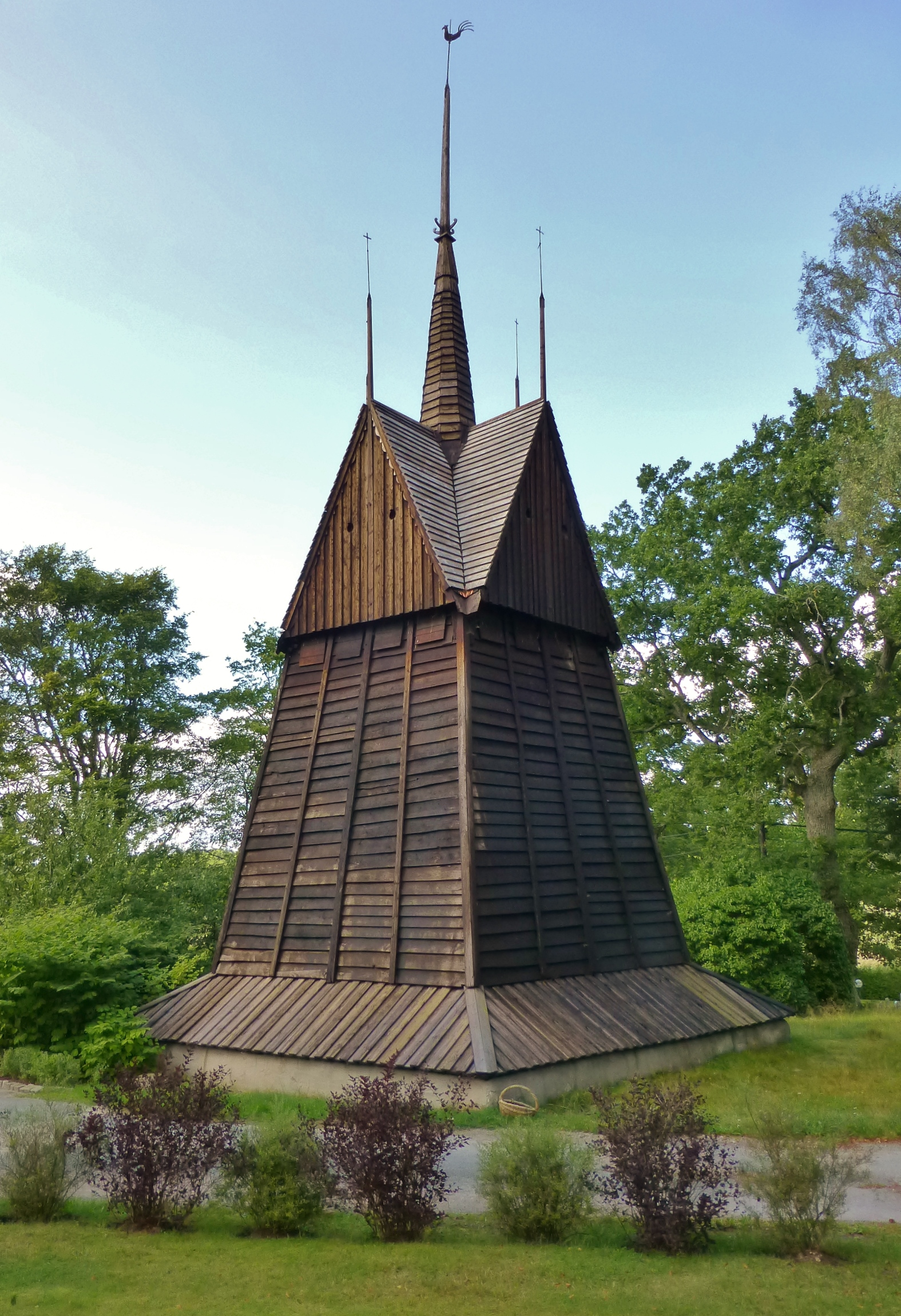
Klockstapeln söder om kyrkan
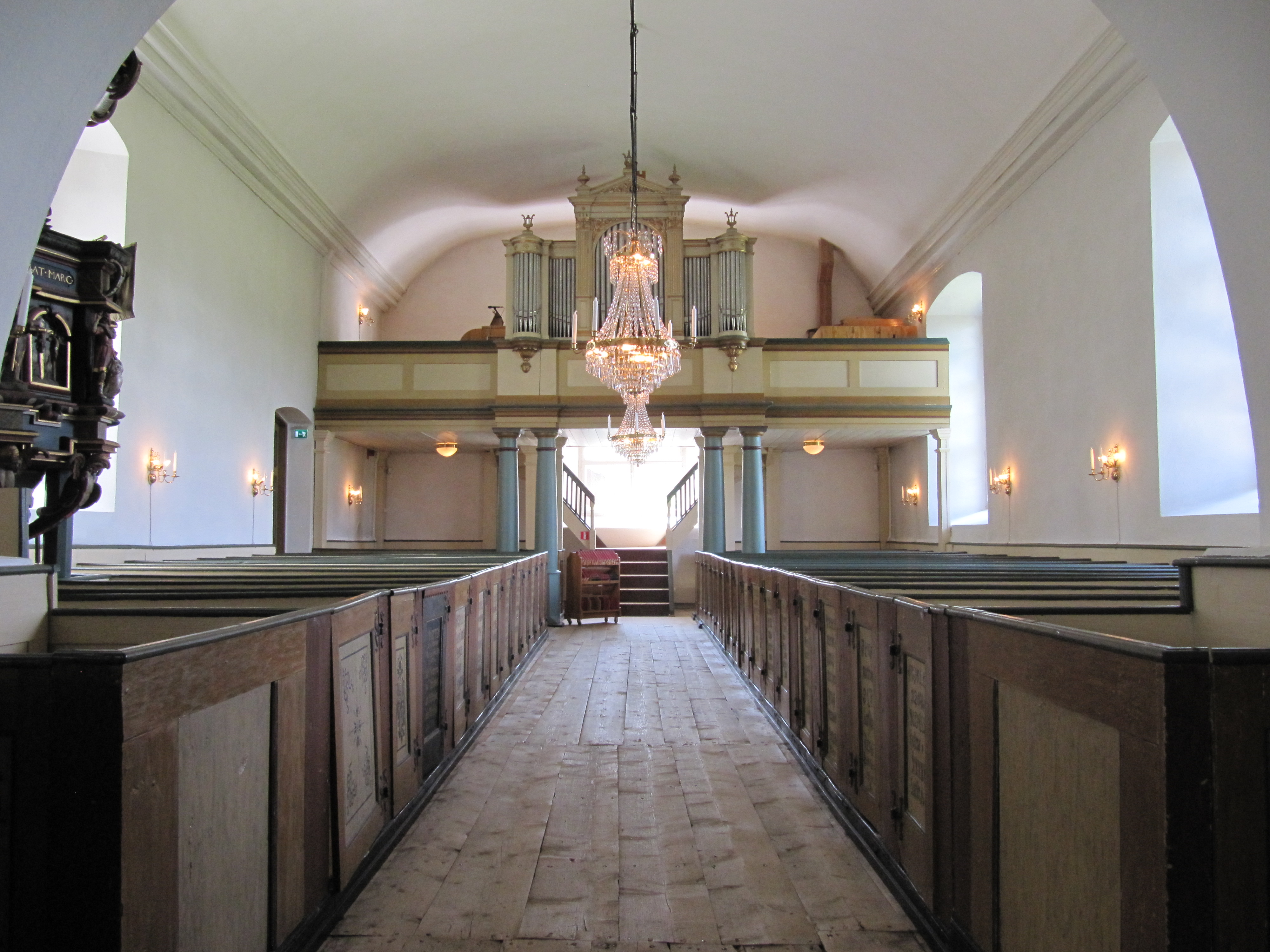
Kyrkorum mot väster
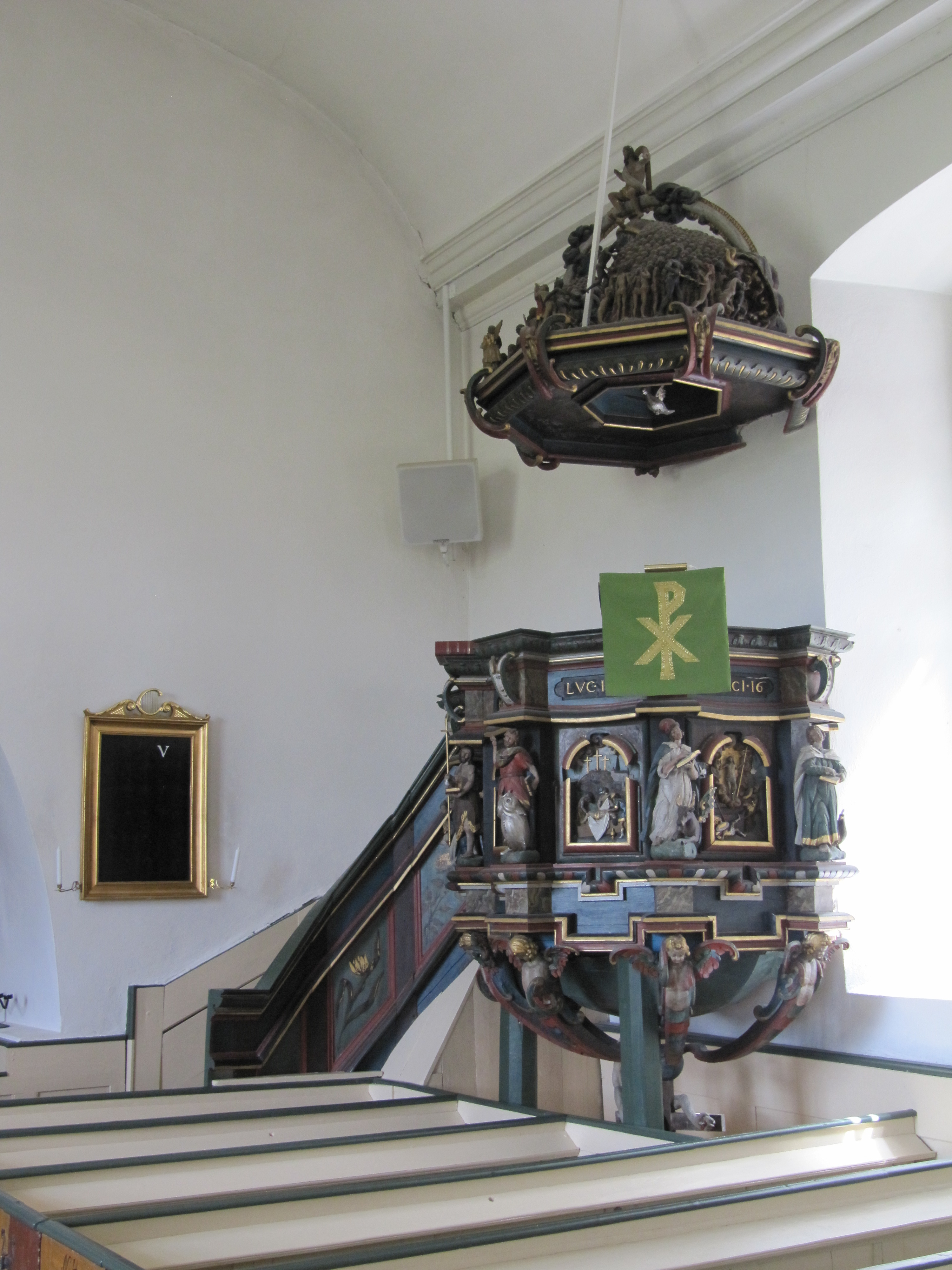
Predikstol
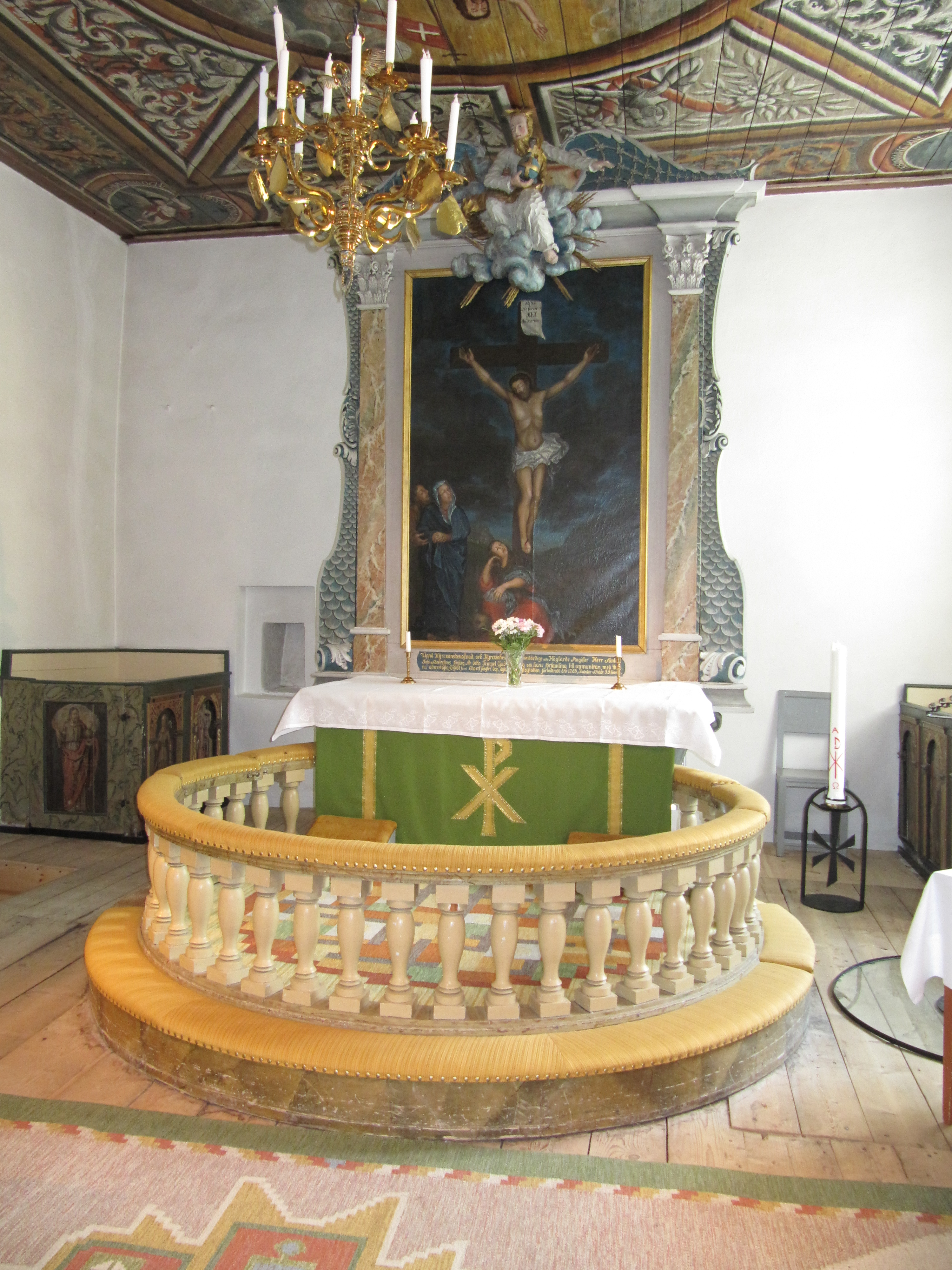
Altare med altaruppsats
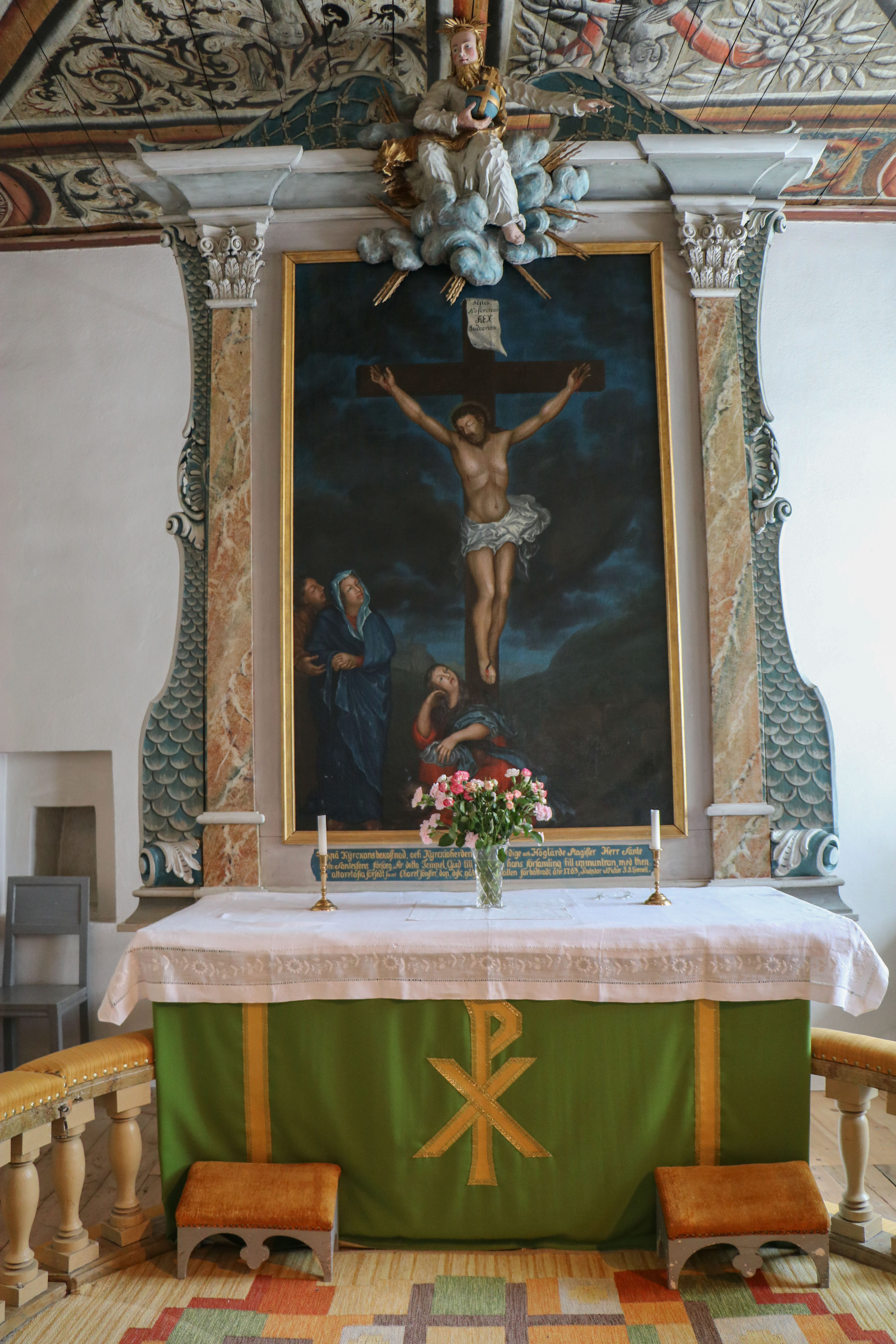
Altartavlan
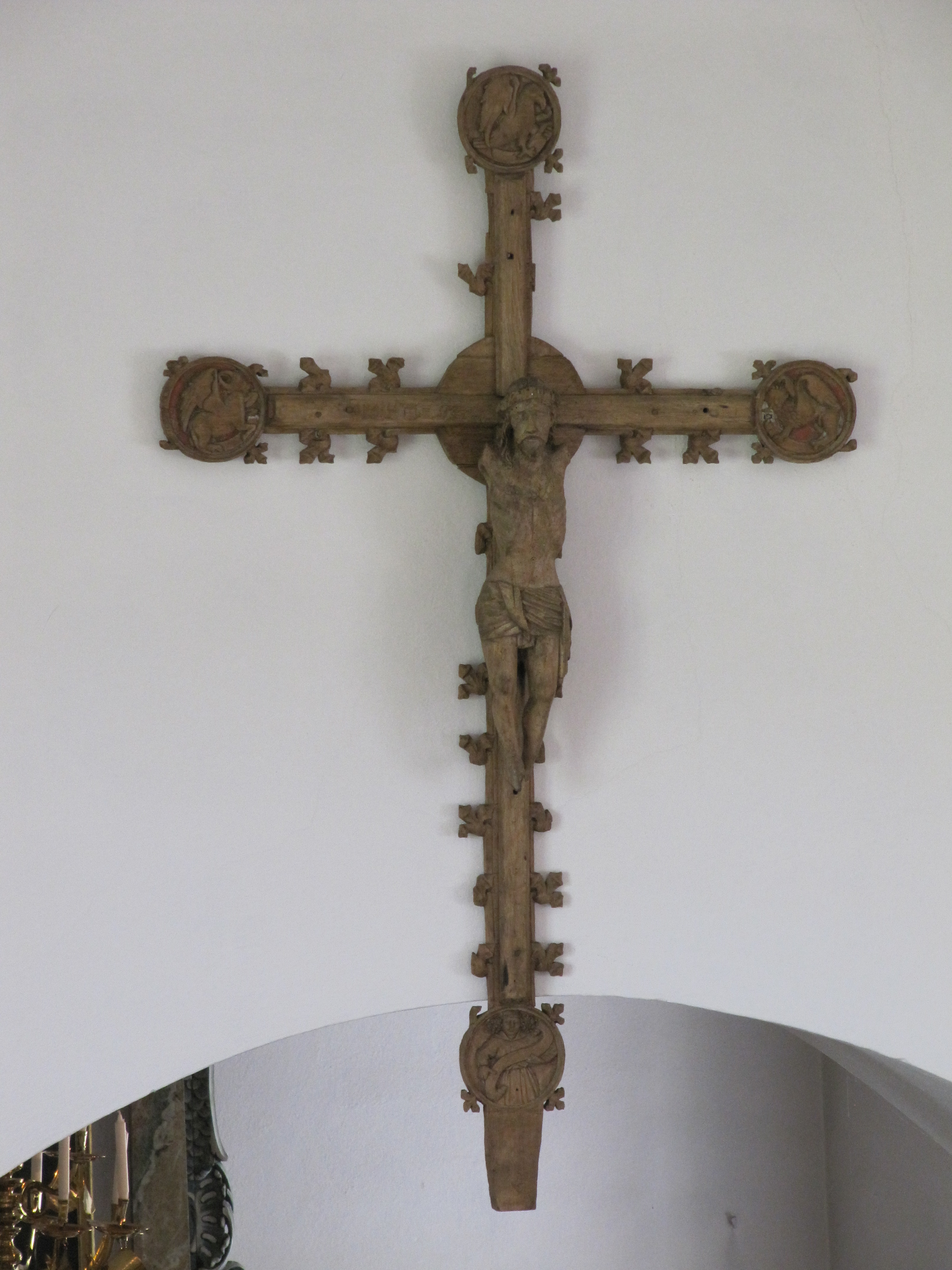
Triumfkrucifix
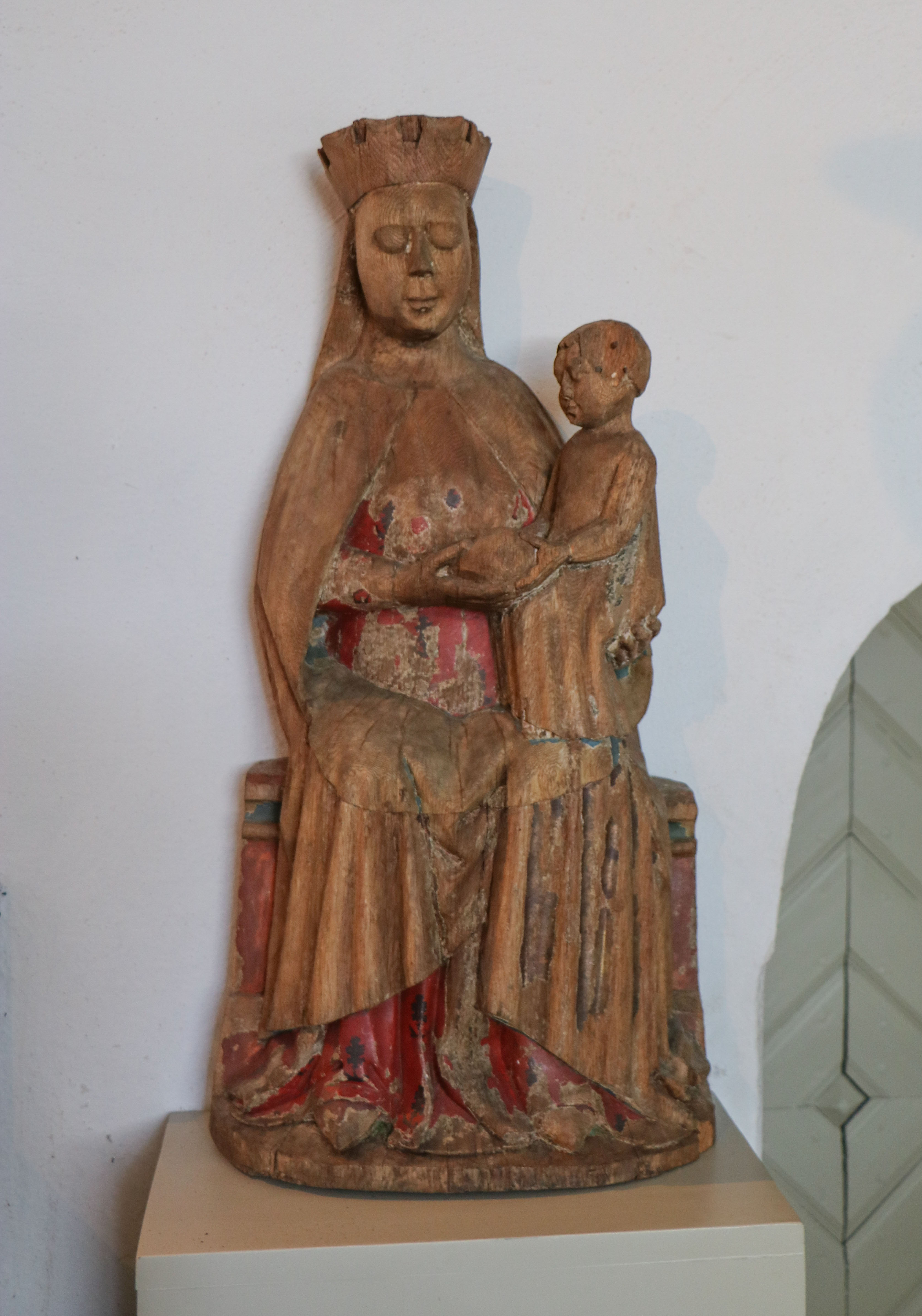
Madonna
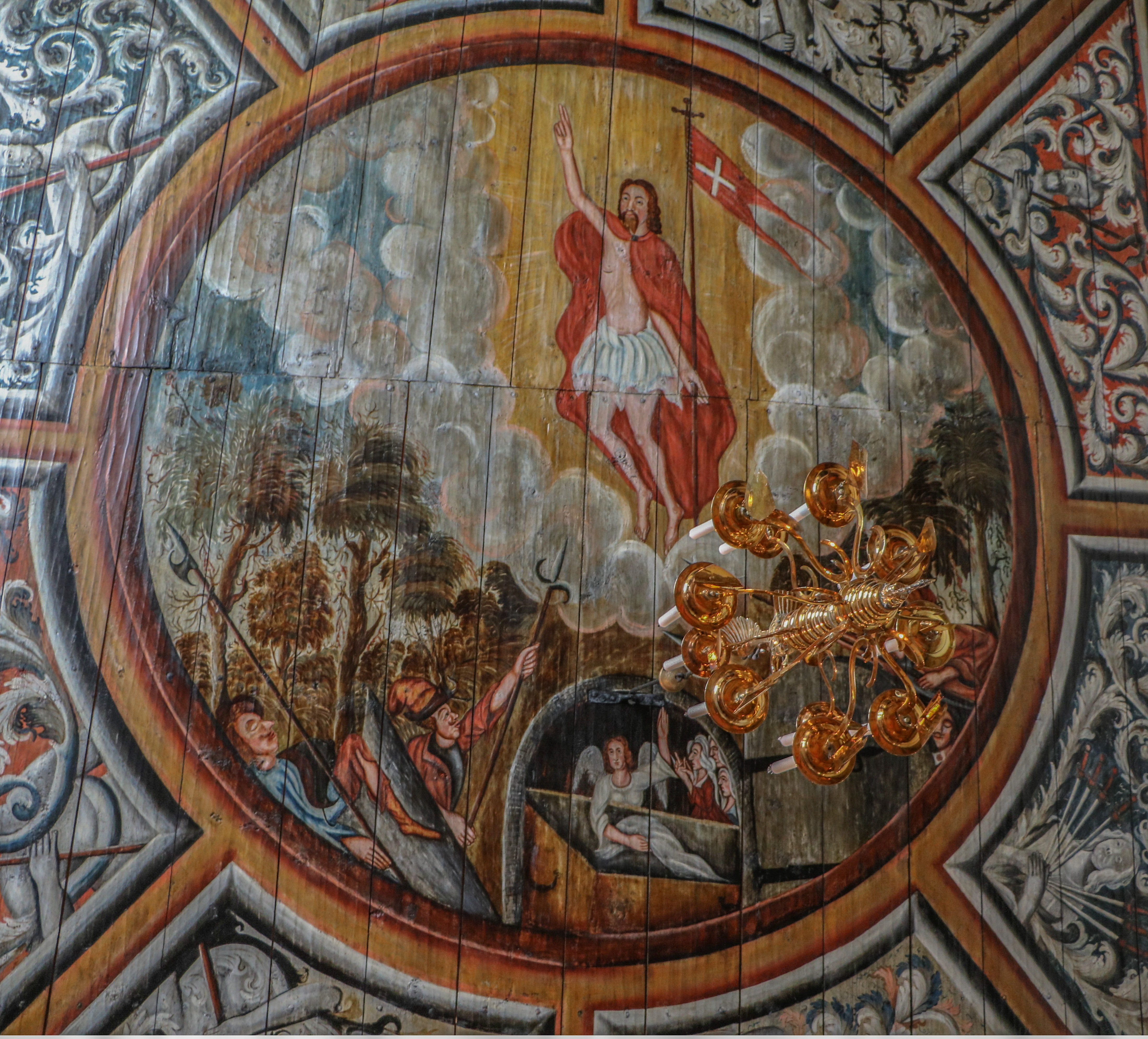
Målning i kortaket
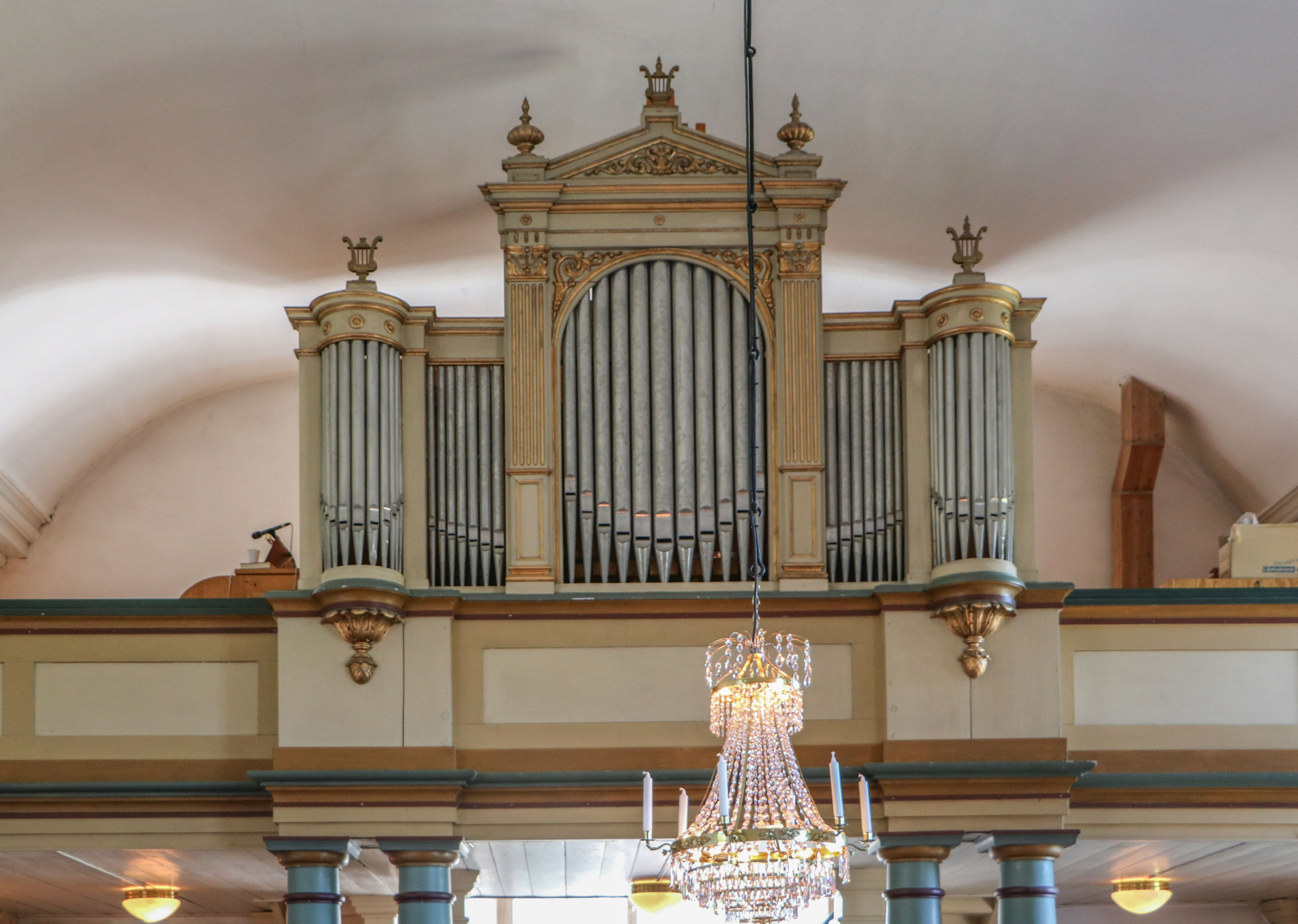
Orgeln
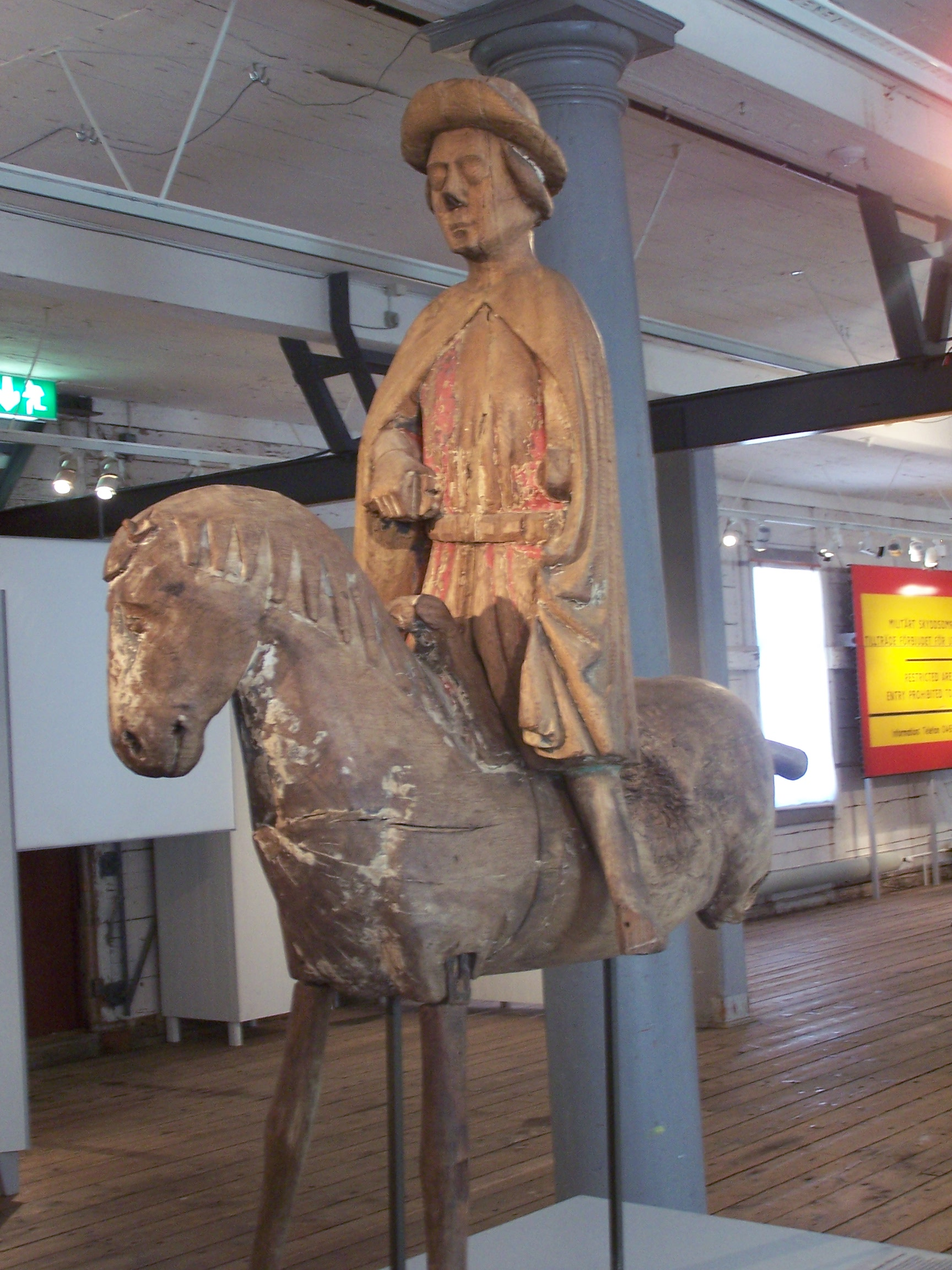
Sankt Martin till häst
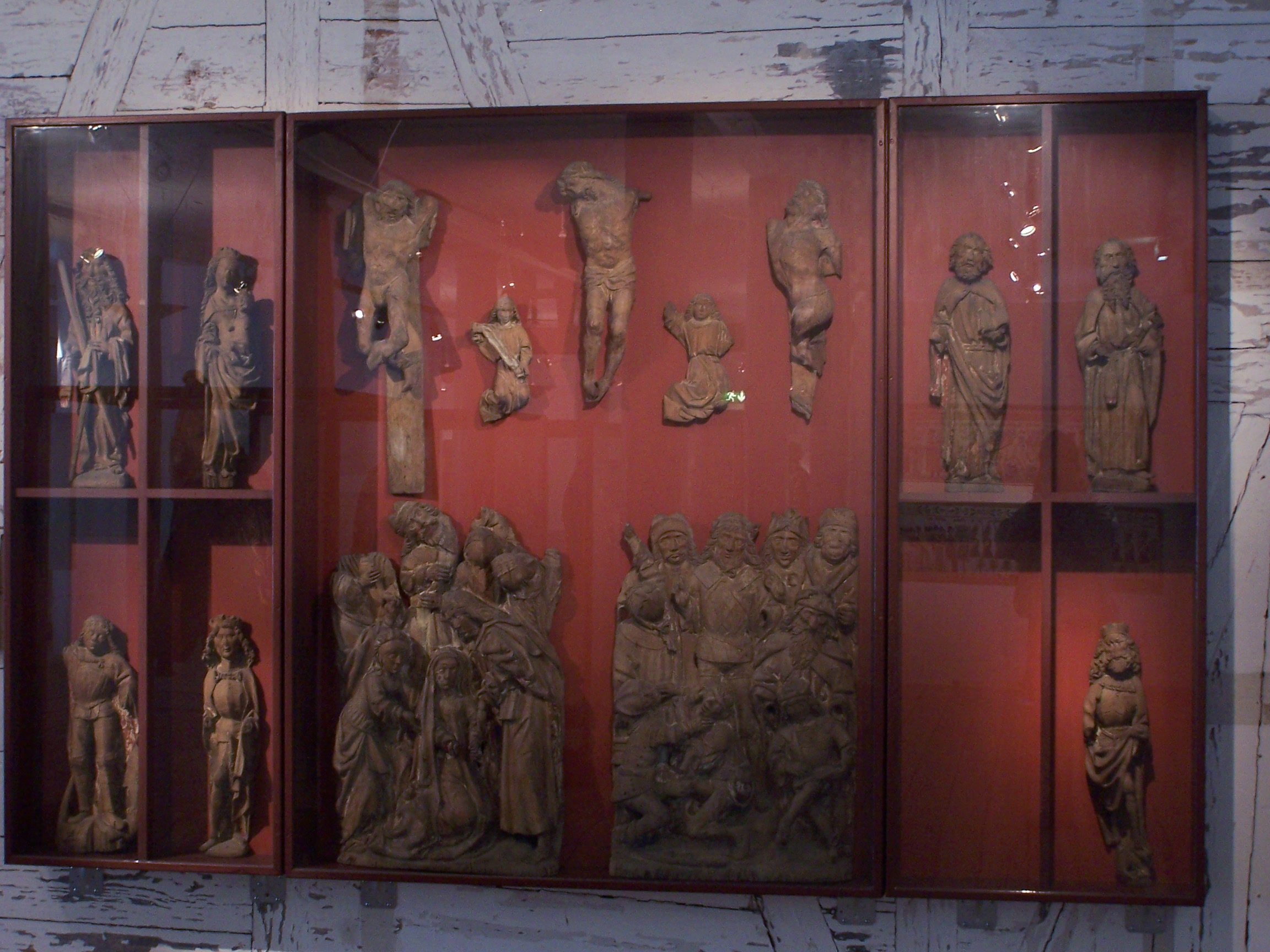
Träfigurer från ett altarskåp